# Al-anon
Al-anon je organizace, která sdružuje příbuzné a přátele alkoholiků, kteří se snaží vyřešit svůj společný problém tím, že společně sdílejí své zkušenosti a poznatky o sobě samých a o životě s alkoholikem.
Součástí organizace je rovněž Alateen, program uzdravení pro mladistvé mezi 12. a 20. rokem věku. Oba příbuzné programy jsou adaptovány z programu Anonymních alkoholiků a jejich základem je 12 kroků a 12 tradic (dvanáctikrokové programy). Jedinou podmínkou členství je mít příbuzného nebo přítele s problémem alkoholismu.
Věří, že alkoholismus je nemoc, která postihuje celou rodinu, a že změnou postojů může pomoci sobě, potažmo i alkoholikovi v zotavení. Organizace nepřijímá žádné příspěvky zvenku a je podporována členy. Al-Anon má jediný cíl: pomoci rodinám alkoholiků.

## Historie
Před vznikem Al-Anonu se setkávaly nezávislé skupiny rodin alkoholiků. Ukázalo se, že příbuzní rodin alkoholiků mají své specifické problémy a tak Bil Wilson navrhl, aby příbuzní vytvořili skupiny. Vedení se ujala jeho žena Lois Wilsonová spolu s Anne B.
Al-anon byl spoluzakládán v roce 1951, 16 let po založení Anonymních alkoholiků 10. června 1935 a přijal mírně upravených dvanáct kroků alkoholiků. Název je odvozen od prvních částí slov Alkoholici anonymní.
Alateen součást Al-anononu začala v Kalifornii v roce 1957, kdy se teenager jménem Bob spojil s pěti dalšími mladými lidmi, kteří byli ovlivněni alkoholismem člena rodiny.

## Organizace
Al-anon je organizována podle 12 kroků  a 12 tradic.  Pokud jde o to, jak a kdy se konají a vedou schůzky, funguje Al-anon stejným způsobem jako AA Anonymní alkoholici.
Členové a hosté se schází většinou v prostorách kostelů, učeben a někdy i v léčebných centrech, které podporují skupiny Al-anon. Skupiny jsou svépomocné, anonymní a nemají vůdce.
Setkání se koná obvykle jednou týdně, trvá přibližně 60 minut a má svůj stálý řád. Na začátku se členové dokola představí svým křestním jménem (popř. pseudonymem) a dodají, že jsou příbuzným nebo přítelem alkoholika, nebo host. V průběhu setkání se přečtou nejdůležitější  body programu jako  Dvanáct kroků, Dvanáct tradic a dále se přečte téma dne, o kterém se bude hovořit a  zazní modlitba poklidu. Největší  časový prostor je určen pro vzájemné sdílení, kdy hovoří o svých zkušenostech a zážitcích. Mluví vždy jen jeden člověk, který není nikým ani nijak přerušován. Délka jednotlivých sdílení (promluv) bývá někdy omezená, aby měli ostatní také možnost se zapojit.
Setkání probíhá ve více než 110 zemích světa. Všichni jsou společně propojeni přes World Service Office (WSO), který sídlí ve Virginia Beach, USA. WSO je instituce, která poskytuje servis, podporu a ideje. V USA a v Kanadě každá skupina (setkání Al-Anon) spadá pod kraj a přilehlé oblasti. Představitelé skupin Al-Anon se setkávají a volí delegáty na roční World Service Conference.

## Program
Al-anon je spíše terapeutický program. Členové rodin alkoholiků se začínají zlepšovat, když se učí rozpoznávat patologii rodiny, začínají chápat, že alkoholismus je nemoc a učí se pečovat o sebe a přebírat odpovědnost za svůj život a ne za život alkoholika.
Doporučuje se, aby se soustředili spíše na sebe, než na alkoholika. Přestože se domnívají, že změněné postoje mohou pomoci zotavení alkoholika, zdůrazňuje se, že pití partnera, příbuzného nebo přítele nezpůsobili, nemohou ho vyléčit a nemohou kontrolovat jeho chování související s alkoholem.
Al-Anon / Alateen literatura se zaměřuje na problémy společné rodinným příslušníkům a přátelům alkoholiků. Je to například nadměrné pečování, neschopnost rozlišovat mezi láskou a soucitem, přílišná loajalita.... Členové mohou mít nízké sebevědomí, které je do značné míry vedlejším účinkem nereálného hodnocení jejich možností řídit a kontrolovat pití a chování jiné osoby. Když se řízení situace nedaří a nepodaří, obviňují sebe.
Al-anon věří, že změněné postoje mohou pomoci alkoholikovi k zotavení ale zdůrazňuje, že jeden člověk alkoholismus nezpůsobil, nemůže ho vyléčit a nemůže ho kontrolovat.
Primárním cílem Al-Anonu je pomáhat rodinám a přátelům alkoholiků, spíše než zastavit alkoholismus u ostatních nebo pomáhat s intervencemi.

## Ve filmu
Když láska nestačí: Lois Wilson Story je film z roku 2010 o manželce spoluzakladatele AA Billa Wilsona a počátcích AA a Al-Anona.